# Gretsch 6120

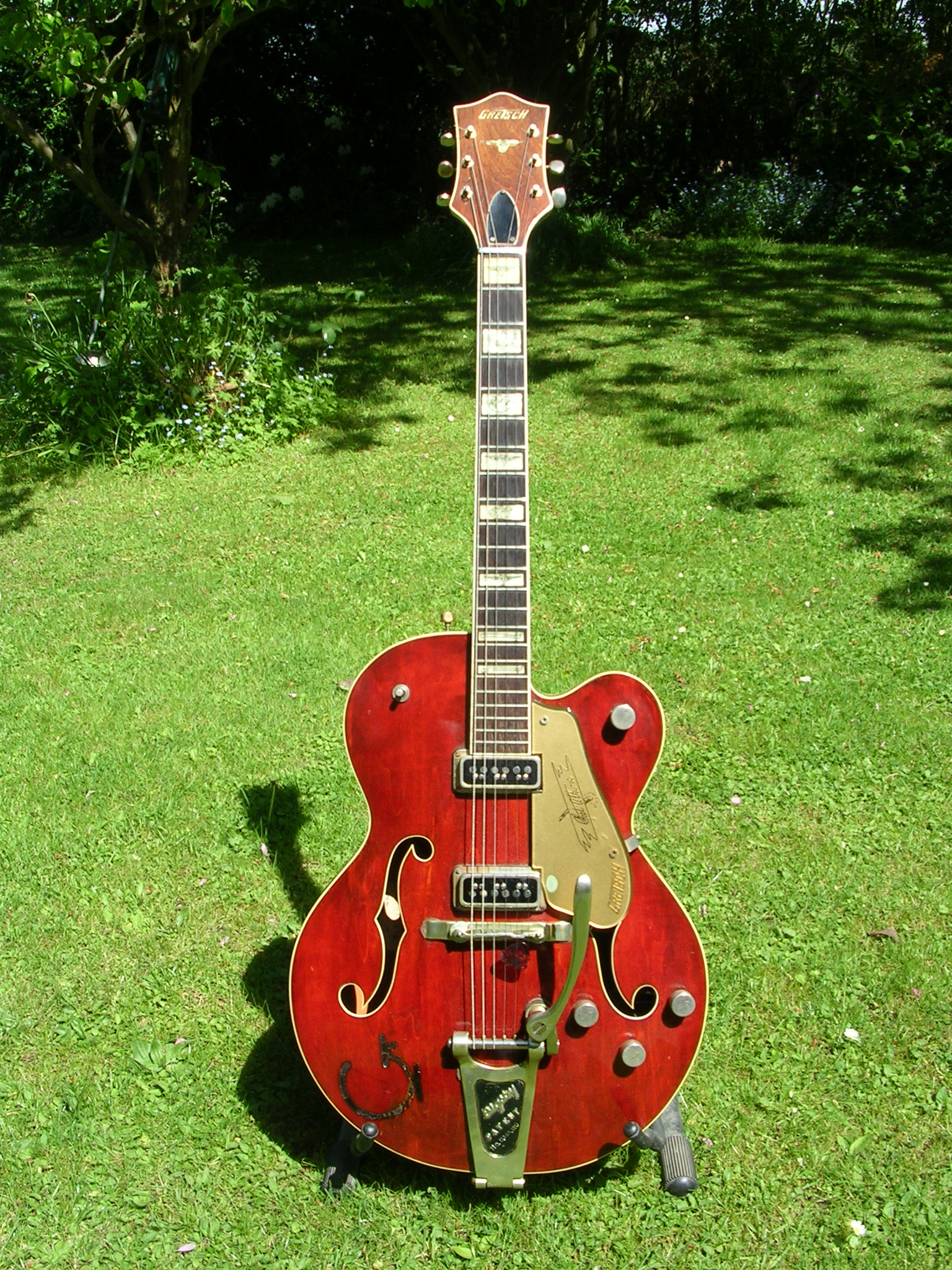
Een Gretsch 6120 G- Brand uit 1955.

De Gretsch 6120 is een hollowbody-elektrische gitaar die sinds de jaren 1950 wordt geproduceerd door de Amerikaanse fabrikant Gretsch. De gitaar is de eerste uit een serie gitaren die verbonden was met de gitarist Chet Atkins; de gitaar kreeg de naam 6120 Chet Atkins Hollowbody. Het uiterlijk van de gitaar werd gekenmerkt door verwijzingen naar het westen van Amerika, met afbeeldingen van cactussen en koeien. Van oorsprong was de lak amberkleurig, maar deze verkleurde onder invloed van daglicht naar een donkerdere transparant oranje kleur.
Vanaf 1958 werden de DeArmond Dynasonic elementen vervangen door Gretsch' eigen Filtertron-dubbelspoelselementen. Vanaf 1960 produceerde Gretsch hun hollowbody gitaren met twee I.p.v. een positieholtes, zo ook de 6120.

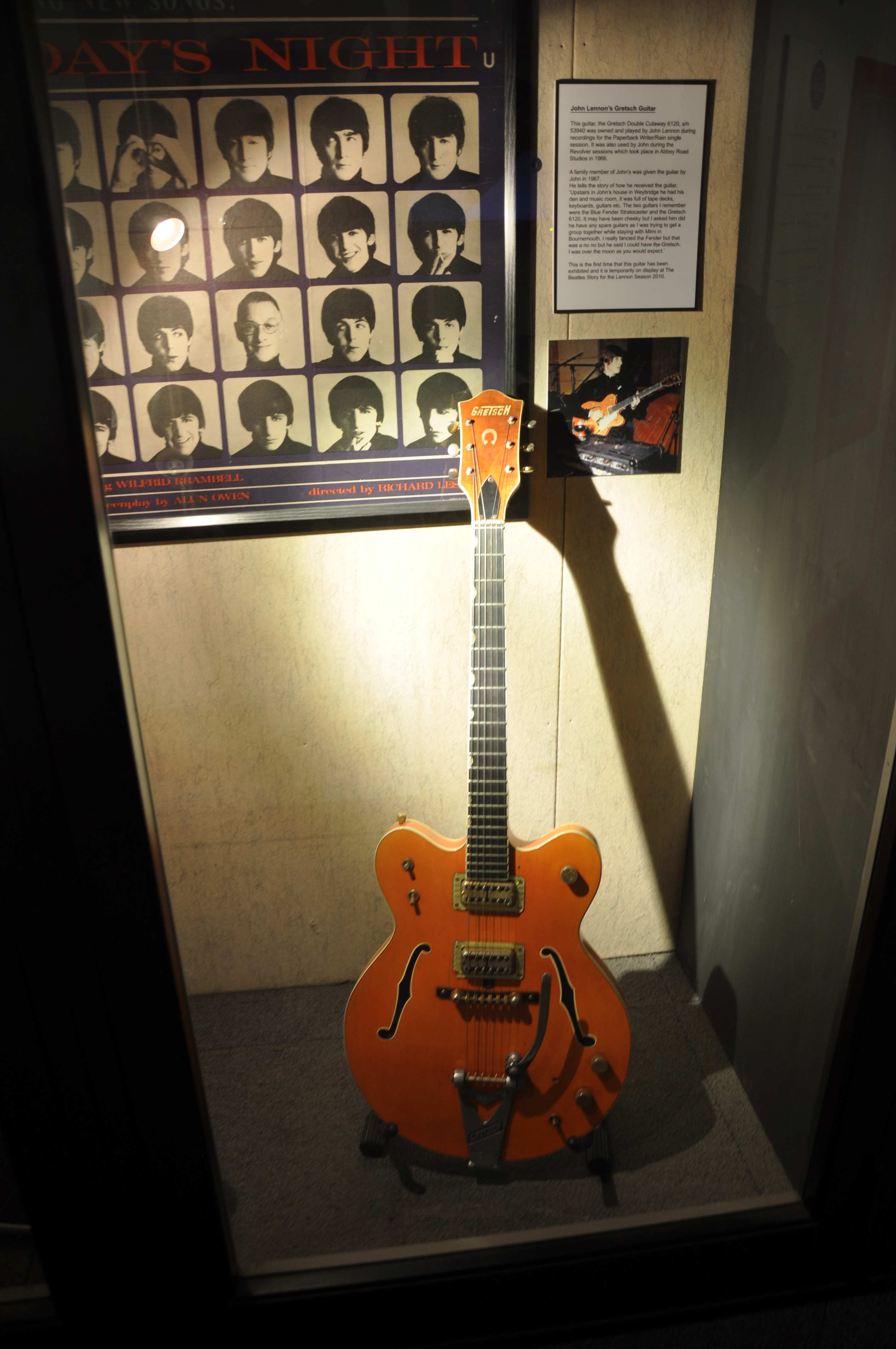
Een in 1966 door John Lennon gebruikte Gretsch 6120 uit 1963

Toen Atkins zijn steun voor de gitaarlijn introk, werd de Gretsch 6120 vanaf 1966 verkocht als een 'Nashville'. In 1972 wijzigde ook het nummer: voortaan werd de gitaar aangeduid als de 7660. Nadat de Baldwin Piano Company Gretsch in 1967 had overgenomen, verdween de gitaar overigens langzaam uit beeld.
In 1989 werd Gretsch weer teruggekocht door Fred Gretsch. De oudere gitaarlijnen werden opnieuw geïntroduceerd, en vanaf 1993 werd de 6120 weer geproduceerd als onderdeel van de Brian Setzer signature collection. Toen in 2007 opnieuw de rechten op het gebruik van de naam Chet Atkins werden verkregen, werd de 6120 weer verkocht als 6120 Chet Atkins Hollowbody. Tegenwoordig zijn er zowel singlecut als doublecut varianten van de 6120 in productie. De Gretsch Pro-lijn waartoe de hedendaagse 6120’s behoren wordt namens Gretsch door Fender in Japan geproduceerd en eveneens door Fender gedistribueerd.
De gitaar werd gebruikt door onder anderen Eddie Cochran en Brian Setzer.